# Adhemar (ur. 1896)
Adhemar, właśc. Adhemar dos Santos (ur. 8 listopada 1896 w Rio de Janeiro) – brazylijski piłkarz grający na pozycji defensywnego pomocnika.
Adhemar całą karierę piłkarską spędził w klubie America Rio de Janeiro, w którym grał w latach 1915–1919. Największymi sukcesami w karierze klubowej Adhemara było zdobycie mistrzostwa Stanu Rio de Janeiro – Campeonato Carioca w 1916.
Adhemar wziął udział w turnieju Copa América 1917, czyli drugich w dziejach oficjalnych mistrzostwach kontynentalnych. Brazylia zajęła trzecie miejsce, a Adhemar zagrał w meczu z reprezentacją Argentyny rozegrany 3 października 1917 w Montevideo. Był to jego jedyny występ w reprezentacji Brazylii (wcześniej 13 maja zagrał w towarzyskim meczu przeciwko argentyńskiemu Barracas).